# دفینه

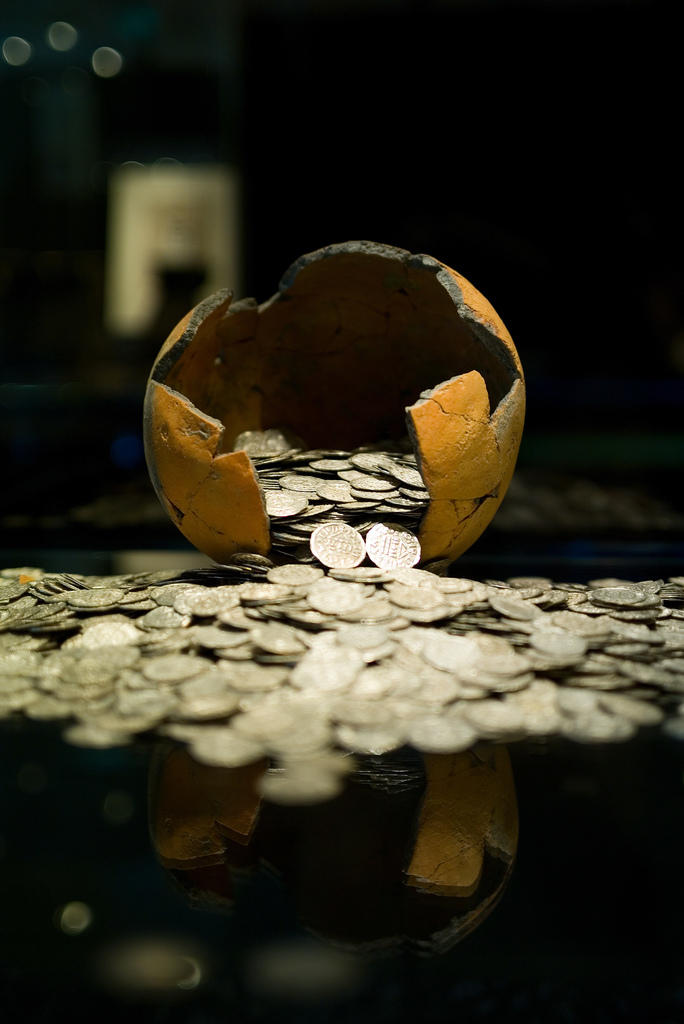
دفینه.

دَفینه به مجموعه‌ای از سکه‌ها و اشیای باارزش گفته می‌شود که در قدیم در زیر خاک دفن شده‌باشد. دفن‌کننده‌های این اشیای باارزش معمولاً این کار را با این قصد انجام داده‌اند که پس از مدتی گنجینه را دوباره از زیر خاک به‌درآورند اما در برخی موارد، مرگ دفن‌کننده باعث باقی ماندن دفینه در زیر خاک شده‌است.
به عبارت دیگر به اشیاء قیمتی و ارزشمندی مانند طلا و نقره که به منظور محافظت از بلایای طبیعی، جنگ‌ها و دزدان و راهزنان، در جاهایی مانند زیر خاک، داخل دیوارها، در پای درختان، چاه‌ها، قنات‌ها و این قبیل محل‌ها مدفون شده‌است دفینه یا گنج گویند.
دفینه‌ها ممکن است پس از مدت‌های مدید توسط جویندگان گنج، باستان‌شناسان، یا توسط افراد معمولی به‌طور اتفاقی کشف شوند. اشیای کشف‌شده باارزش توسط جویندگان گنج یا افراد غیرکارشناس معمولاً معروف به اشیای «زیرخاکی» است.
فراموش شدن محل دفن یک دفینه یا تغییرات در جغرافیای محل می‌تواند باعث سخت شدن و طولانی‌مدت شدن بازیافت آن شود.
از دفینه‌های معروف در آسیا می‌توان به گنجینه غار کلماکره پل‌دختر لرستان ششمین گنج بزرگ جهان و دفینه دژ زیویه سقز کردستان در ایران و دفینه طلاتپه در افغانستان و گنجینه آمودریا (جیحون) هخامنشیان کشف شده در منطقه تختی سنگین تاجیکستان اشاره کرد.